# Andrew Tabiti
Andrew Tabiti (* 20. September 1989 in Chicago, Illinois, USA, als Andrew Omotunde Tabiti) ist ein US-amerikanischer Profiboxer nigerianischer Abstammung im Cruisergewicht.

## Amateurkarriere
Andrew Tabiti kam 2006 über seinen Stiefvater zum Boxsport, wurde von Gil Martinez trainiert und gewann als Amateur 32 von 38 Kämpfen. Seine größten Erfolge waren eine Bronzemedaille bei den Golden Gloves 2010 und die Silbermedaille bei den US-Meisterschaften 2011, jeweils im Schwergewicht.

## Profikarriere
Tabiti wurde von Mayweather Promotions unter Vertrag genommen und von Floyd Mayweather Sr. trainiert. Sein Profidebüt gewann er im Juli 2013.
Gegen den ebenfalls unbesiegten Keith Tapia (Bilanz: 17-0) gewann er im Mai 2016 den Nordamerika-Titel der NABF und verteidigte diesen 2017 gegen Quantis Graves (11-0) und Steve Cunningham (29-8).
Durch weitere Siege gegen Lateef Kayode (21-2) und Ruslan Faifer (23-0) qualifizierte er sich für einen Weltmeisterschaftskampf der IBF. Diesen verlor er am 15. Juni 2019 durch K. o. in der zehnten Runde gegen Yunier Dorticos (23-1).